# Спейн, Фэй
Фэй Спейн (англ. Fay Spain; 6 октября 1932, Финикс — 8 мая 1983, Лос-Анджелес, Калифорния) — американская актриса кино и телевидения.

## Биография
Лона Мэй Спейн (настоящее имя актрисы) родилась 6 октября 1932 года в городе Финикс (штат Аризона, США). Отец — Р. К. Спейн, мать — Армита Франсис Кокран.
С 14 лет Спейн стала жить самостоятельно, поселившись на чердаке у своей учительницы английского языка, зарабатывала на жизнь няней, попутно посещая курсы актёрского мастерства. В 16 лет перебралась в Нью-Йорк, где за восемь долларов в неделю снимала комнату в Верхнем Вест-Сайде. Работала в магазине по продаже галстуков, где познакомилась с известным газетным комментатором Уолтером Уинчеллом (1897—1972), который помог ей устроиться на работу на киностудию Columbia Pictures, но из этого ничего не вышло, так как девушку сочли «недостаточно фотогеничной для Голливуда». В 17 лет Фэй первый раз вышла замуж, тогда же устроилась на работу дилером в казино в городе Рино (штат Невада), накинув себе несколько лет. Работала в акционерной компании в горах Катскилл. Старшую школу окончила в городе Уайт-Салмон (штат Вашингтон), но от дальнейшего обучения в колледже или вузе отказалась.
В 22 года начала сниматься в небольших ролях телесериалов, ещё два года спустя состоялся дебют девушки на широком экране. В дальнейшем Спейн снималась регулярно, хоть и во второстепенных и эпизодических ролях. Всего за 22 года кино-карьеры (1955—1977) она появилась в 92 фильмах и сериалах. Амплуа — «безрассудная, легко доступная красотка», «дразнящая искусительница-охотница».
В 1963 году продюсер Альберт Загсмит подал в суд на Фэй Спейн, актёра Джорджа Надера и девятерых филиппинских журналистов за «клевету и домогательство во время съёмок фильма „Великое космическое приключение“». Сумма иска составила 12 750 000 долларов, результаты дела неизвестны.
Фэй Спейн скончалась 8 мая 1983 года в Лос-Анджелесе (штат Калифорния) от лимфомы.

### Личная жизнь
Фэй Спейн была замужем четыре раза.
1. 1949—1954. Джон Фалво (? — 1990), сценарист и актёр телевидения. Развод, сын — Джок (род. ок. 1954).
2. 30 января 1959 — 1 марта 1962. Джон Алтун (1926—1969), художник-экспрессионист и иллюстратор[5]. Пара жила в Долине Сан-Фернандо, но вместе времени проводила немного, так как оба были очень занятыми людьми. Фактически, проблемы в их семье начались уже через несколько месяцев после заключения брака. Развод в связи с психическим состоянием мужа, детей нет.
3. 8 августа 1965 — 1966. Аймо Угини, стилист-парикмахер. «Случайный брак» в казино Рино. Развод, детей нет.
4. 30 января (или 11 мая) 1968 — 8 мая 1983. Филип Фалмер Уэстбрук (? — 1990), адвокат. Пара прожила вместе 15 лет до самой смерти актрисы, детей у них не было.

## Награды, номинации
- 1955 — одна из 15 финалисток рекламной кампании WAMPAS Baby Stars (неофициально, так как проект был окончен в 1934 году)[6].
- 1959 — Премия «Лорел»[англ.] в категории «Лучшая новая актриса» — 7-е место.

## Избранная фильмография

### Широкий экран
- 1957 — Девушка-угонщица[англ.] / Dragstrip Girl — Луиза Блейк
- 1957 — Похитители[англ.] / The Abductors — Сью Эллен
- 1957 — Кукла-подросток[англ.] / Teenage Doll — Хелен
- 1957 — Кривой круг[англ.] / The Crooked Circle — Кэрол Смит
- 1958 — Божья делянка[англ.] / God's Little Acre — Джилл Уолден
- 1959 — Аль Капоне / Al Capone — Морин Фланнери, содержанка Аль Капоне
- 1959 — Поколение битников[англ.] / The Beat Generation — Франси Каллоран
- 1960 — Личная жизнь Адама и Евы[англ.] / The Private Lives of Adam and Eve — Лил Льюис / Лилит
- 1961 — Геркулес покоряет Атлантиду / Ercole alla conquista di Atlantide (Hercule à la conquête de l'Atlantide) — королева Атлантиды Антинея
- 1963 — Остров грома[англ.] / Thunder Island — Хелен Додж
- 1964 — Полёт к ярости / Flight to Fury — Дестини Купер
- 1967 — Добро пожаловать в Тяжёлые Времена[англ.] / Welcome to Hard Times — Джесси
- 1971 — Убийства Тодда[англ.] / The Todd Killings — миссис Мэк
- 1974 — Крёстный отец 2 / The Godfather Part II — миссис Марсия Рот

### Телевидение
- 1957, 1959—1961 — Маверик / Maverick — разные роли (в 4 эпизодах)
- 1957, 1961, 1967 — Дымок из ствола / Gunsmoke — разные роли (в 3 эпизодах)
- 1958 — Перри Мейсон / Perry Mason — Шарлотта Линч (в эпизоде The Case of the Fiery Fingers)
- 1959 — Бонанза / Bonanza — Сью Эллен Терри (в эпизоде The Sisters)
- 1959—1960 — Альфред Хичкок представляет / Alfred Hitchcock Presents — разные роли (в 2 эпизодах)
- 1959, 1961—1962 — Сыромятная плеть / Rawhide — разные роли (в 3 эпизодах)
- 1960, 1963 — Ларами[англ.] / Laramie — разные роли (в 3 эпизодах)
- 1965 — Беглец / The Fugitive — Нора Кил (в эпизоде Three Cheers for Little Boy Blue)
- 1966 — Дни в Долине Смерти / Death Valley Days — Бедовая Джейн (в эпизоде A Calamity Called Jane)
- 1974—1975 — Женщина-полицейский / Police Woman — разные роли (в 2 эпизодах)
- 1977 — Сага Крёстного отца[англ.] / The Godfather Saga — Марсия Рот (в титрах не указана)